# Polystachya melliodora
Polystachya melliodora är en orkidéart som beskrevs av Phillip James Cribb. Polystachya melliodora ingår i släktet Polystachya och familjen orkidéer. Inga underarter finns listade i Catalogue of Life.